# Crazy That Way
Crazy That Way es una película norteamericana en blanco y negro dirigida por Hamilton MacFadden en 1930.